# Сино-тибетско езиково семейство
Сино-тибетското езиково семейство (или китайско-тибетско) е сбор от близкородствени езици, включващо около 250 езика от Източна Азия. Това е второто езиково семейство по брой на говорещите, след индоевропейското. Общият брой на говорещите сино-тибетски езици е около 1,2 милиарда души. Сино-тибетското езиково семейство се подразделя на две групи: китайска(синитска) и тибето-бирманска. Според някои хипотези сино-тибетските езици са част от хипотетичното сино-кавказкото макро семейство.